# Элтон (деревня)
Элтон (англ. Elton; ирл. Eiltiún) — деревня в Ирландии, находится в графстве Лимерик (провинция Манстер) у трассы R515.